# PSpice

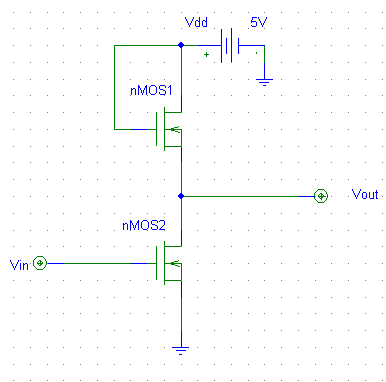
Результат моделювання на PSpice

PSpice (англ. Personal Simulation Program with Integrated Circuit Emphasis) — програма симуляції аналогових схем і цифрової логіки, описаної мовою SPICE, яка призначена для персональних комп'ютерів (перша буква «P» у назві). Розроблена компанією MicroSim і використовується в автоматизації проєктування електронних приладів. Компанія-розробник була придбана фірмою OrCAD, а потім Cadence Design Systems. Тепер програма також може симулювати і змішані аналого-цифрові схеми.
PSpice був першою версією програми SPICE від Університету Каліфорнії в Берклі, доступною на ПК. Програма була випущена в січні 1984 року і призначалась для оригінальних IBM PC. Ця версія запускалась з 2 дискет ємністю 360 Кбайт. Пізніше до неї додали програму для перегляду та аналізу осцилограм, звану Probe. У наступний версіях поліпшувалася продуктивність і розширювався список підтримуваних платформ (мінікомп'ютери DEC VAX, робочі станції Sun Microsystems, Apple Macintosh, Microsoft Windows).
Нині PSpice задовольняє численні вимоги індустрії та інтегрована у маршрути проєктування від OrCAD і Cadence Allegro. Сучасні версії включають багато поліпшень, яких не було в оригінальному коді від Берклі, наприклад, функцію розширеного аналізу з автоматичною оптимізацією схеми, шифрування, редактор моделей, підтримку параметрезованих моделей, кілька внутрішніх алгоритмів розв'язання ДР, автоматичне зближення, перезапуск з контрольних точок.